# Heinrich Schenker
Heinrich Schenker (ur. 19 czerwca 1868 w Podhajcach lub Wiśniowczyku koło Tarnopola, zm. 14 lub 22 stycznia 1935 w Wiedniu) – austriacki teoretyk muzyki, kompozytor, pedagog, autor podręczników.

## Życiorys
W wieku 13 lat został wysłany na studia do Lwowa, do Karola Mikulego, ucznia Fryderyka Chopina. Kompozycję studiował m.in. u Antona Brucknera. Studiował w konserwatorium i na uniwersytecie w Wiedniu.
Twórca warstwowej teorii budowy dzieła muzycznego i metody jego analizy (analiza schenkerowska). Napisał rozprawy analityczne: Der Tonwille (1921–24), monografię V i IX symfonii Ludwiga van Beethovena (1925, 1912), Neue musikalische Theorien und Phantasien - tom 1 (1906, 1910, 1922, 1935). 
Jest autorem utworów fortepianowych i pieśni.

## Dzieła

### Pisma
- Neue musikalische Theorien und Phantasien
  - Band 1: Harmonielehre. 1906
  - Band 2: Kontrapunkt. 1910
  - Band 3: Der freie Satz. 1935

- Der Tonwille. Flugblätter zum Zeugnis unwandelbarer Gesetze der Tonkunst einer neuen Jugend dargebracht, 10 Bde., Wien/Leipzig 1921–1924
- Das Meisterwerk in der Musik. Drei Jahrbücher, München 1925, 1926 und 1930

- Ein Beitrag zur Ornamentik. 1904
- Instrumentations-Tabelle. 1908
- Beethovens neunte Sinfonie. 1912
- Brahms Johannes, Oktaven, Quinten u.a.. 1933
- Fünf Urlinie-Tafeln. 1935

### Kompozycje
- Sechs Lieder (op. 3; 1898) für Singstimme und Klavier. Tekst: Detlev von Liliencron, Ludwig Jacobowski, Wilhelm Müller

1. Versteckte Jasminen (Liliencron) – 2. Wiegenlied (Liliencron) – 3. Vogel im Busch (Liliencron) – 4. Ausklang (Jacobowski) – 5. Allein (Jacobowski) – 6. Einkleidung (Müller)
- Drei Gesänge (op. 6) für Singstimme und Klavier. Tekst: Richard Dehmel, Joseph von Eichendorff, Johann Wolfgang von Goethe

1. Und noch im alten Elternhause (Dehmel) – 2. Gärtner (Eichendorff) – 3. Meeres Stille (Goethe)
- Mondnacht für 4-stimmigen gemischten Chor und Klavier. Tekst: Richard Dehmel